# الضابطة العدلية
الضابطة العدلية أو مأموري الضابطة العدلية هم أعوان مكنهم القانون من سلطات وصلاحيات ووظائف يسعون بموجبها لكشف الجرائم وجمع أدلتها والبحث عن مرتكبيها وتقديمهم للمحاكم، كما يسعون لتنفيذ الأحكام الصادرة عن السلط القضائية. هم في أغلب الأحيان أعوان الشرطة والبلديات بالإضافة إلى أعوان بعض الإدارات. عهد إليهم المشرع في هذا الإطار كل السبل القانونية لمباشرة وظائفهم ولم يقيدها إلا في وضعيات قليلة كما هو الحال في الدول التي تحافظ على حقوق الإنسان.